# Clos emmurallat de Prades
El Clos emmurallat de Prades és un monument protegit com a bé cultural d'interès nacional del municipi de Prades (Baix Camp).

## Descripció
A la segona meitat del s.XII o a inicis del s.XIII corresponen les restes de la capella romànica de sant Miquel del Castell, la qual, juntament amb una sèrie de carrers -de la Costa del Castell, Alt del Castell, Baix del Castell, passatge del Castell- ens indiquen la ubicació de l'antic castell de Prades, al sector alt (N) de la vila, arredossat al pany septentrional de la muralla, per la seva part interior. L'inici de la fortificació de Prades, coneguda com la "vila vermella" pel color rogenc de la pedra dels edificis i les muralles, pot relacionar-se potser amb la creació del comtat de les Muntanyes de Prades el 1324. En tot cas, se sap que el 1408 les muralles encara no eren acabades. També podria correspondre a aquesta època -pas del s.XIV al s.XV_ la construcció de la nova església, l'absis de la qual, poligonal, forma part del recinte emmurallat, del qual sobresurt. El clos emmurallat de Prades, del qual es conserven fragments significatius -portal de la Creu (a l'exterior del qual hi ha la creu de terme), portal del Planet del Pont, panyes de murs, una torre de defensa- tenia planta irregular i englobava a l'interior, a més del castell comtal i els carrers adjacents, l'església de santa Maria -edifici gòtic, d'una sola nau, amb façana renaixentista- i la font renaixentista, ambdós elements a la plaça Major.

## Història
Quan el 1153 es rendí Siurana, l'últim reducte musulmà de Catalunya, Ramon Berenguer IV li atorgà carta de població -en la qual hauria quedat inclosa la vila de Prades- i concedí el marquesat de Siurana a Bertran de Castellet. L'any 1159, el mateix comte donà als habitants de "Pratis" un règim de franqueses típic d'una dominicatura reial, amb un poder senyorial i feudal poc acusat. El 1324, el rei Jaume II va crear el comtat de Prades per al seu fill Ramon Berenguer. En un primer moment, la residència oficial dels comtes fou la vila de Prades aviat, però, aquesta passà a Falset. El s.XVI, els ducs de Cardona i comtes de Prades habitaven el castell d'Arbeca, on el s.XVII es traslladà l'arxiu de la senyoria, que el 1714, en mans ja dels Medinaceli, es guardà a Tortosa i actualment és a Sevilla.